# یواس‌اس الپاکو (۱۹۱۸)
یواس‌اس الپاکو (۱۹۱۸) (به انگلیسی: USS Alpaco (1918)) یک کشتی بود که طول آن ۲۶۸ فوت ۰ اینچ (۸۱٫۶۹ متر) بود. این کشتی در سال ۱۹۱۸ ساخته شد.